# Aba (klädesplagg)

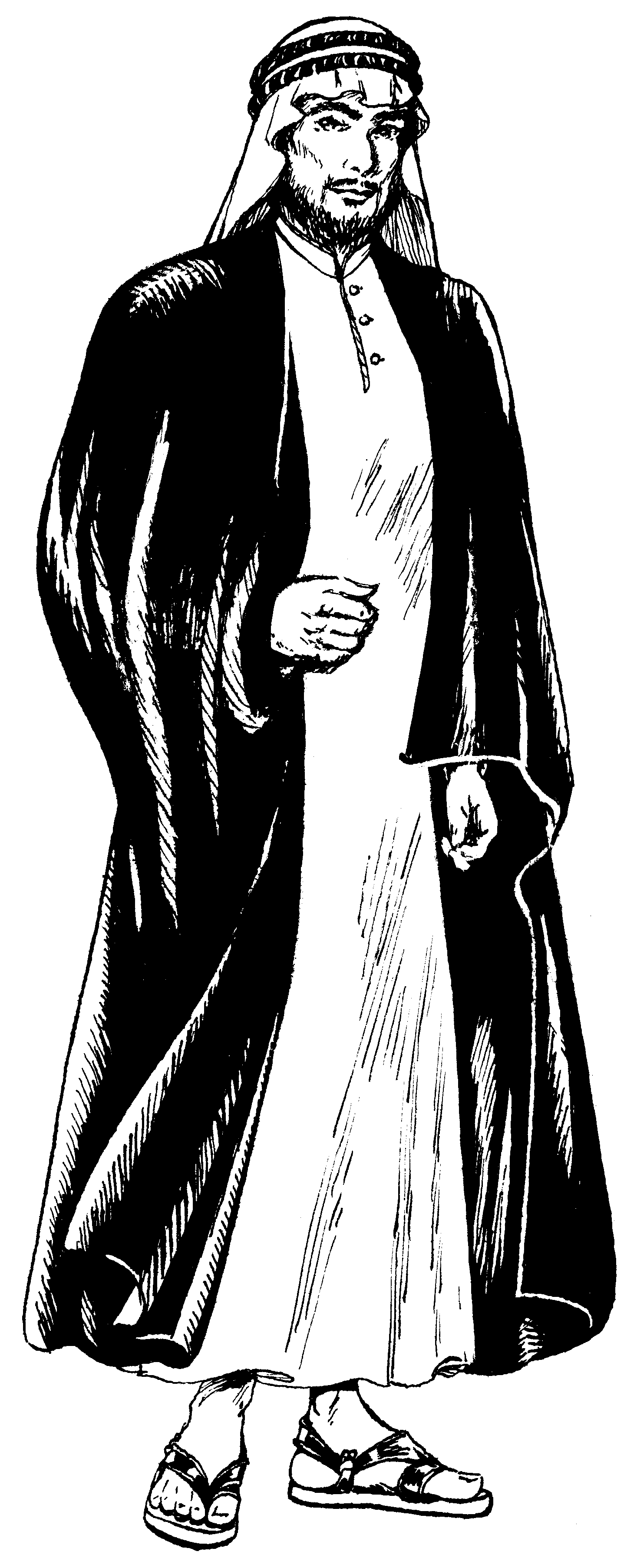
Aba.

Aba (arabiska abāū eller abāya) är ett ytterplagg som är vanligt i arabvärlden. Det är ofta ärmlöst och säckliknande men är öppet där fram.
Oftast är tyget lodrätt randigt. Den vara av naturfärgad fårull eller kamelhår, eventuellt av svart silke.